# Sanopus splendidus
Sanopus splendidus är en fiskart som beskrevs av Collette, Starck och Phillips, 1974. Sanopus splendidus ingår i släktet Sanopus och familjen paddfiskar. IUCN kategoriserar arten globalt som sårbar. Inga underarter finns listade i Catalogue of Life.